# Distretto di Orange Walk
Il distretto di Orange Walk è un distretto del Belize. Il capoluogo è la città di Orange Walk Town.